# Dipartimento dell'Agogna
Il Dipartimento dell'Agogna, che prendeva il nome dall'omonimo corso d'acqua, fu uno dei dipartimenti della Repubblica Italiana e del Regno d'Italia napoleonico. 

## Storia
Il suo territorio venne annesso alla Repubblica Cisalpina il 7 settembre 1800, a far data dall’equinozio d’autunno, in seguito alla trionfale battaglia di Marengo. L'undici brumaio venne sancita la divisione del dipartimento in 17 distretti o circondari comunali:
- I Novara
- II Vigevano
- III Mede
- IV Robbio
- V Mortara
- VI Garlasco
- VII Oleggio
- VIII Romagnano
- IX Varallo
- X Borgomanero
- XI Arona
- XII Orta
- XIII Omegna
- XIV Vogogna
- XV Intra
- XVI Domodossola
- XVII Cannobio

Il dipartimento comprendeva il territorio delle attuali province di Novara, Verbano-Cusio-Ossola e in parte quello delle province di Pavia e Vercelli con la Valsesia a sinistra del fiume, ossia i territori anticamente novaresi. Il decreto del 25 Fiorile 1801 ridusse i 17 precedenti in 5 distretti: Novara, Vigevano, Domodossola, Varallo e Arona, a loro volta divisi in cantoni. La gestione del dipartimento fu in verità inizialmente difficile: già il 12 pratile IX le autorità vennero destituite dal governo per non aver saputo far fronte a una rivolta popolare contro le imposizioni fiscali, e furono sostituite da un Commissario straordinario.
La compartimentazione monarchica del 1805 definì 5 distretti:
- distretto di Novara coi cantoni di Novara, Oleggio, Robbio, Biandrate e Borgomanero,
- distretto di Domodossola coi cantoni di Domodossola e Vogogna,
- distretto di Varallo coi cantoni di Varallo e Romagnano,
- distretto di Vigevano coi cantoni di Vigevano, Garlasco, San Nazzaro dei Burgundi, Mede e Mortara,
- distretto di Arona coi cantoni di Arona, Omegna, Canobbio, Intra e Orta.

Il dipartimento fu soppresso a seguito della caduta di Napoleone, con il ripristino dei precedenti regimi (aprile 1814) ed in seguito al Congresso di Vienna del 1815 il suo territorio entrò a far parte del Regno di Sardegna.